# Pověra

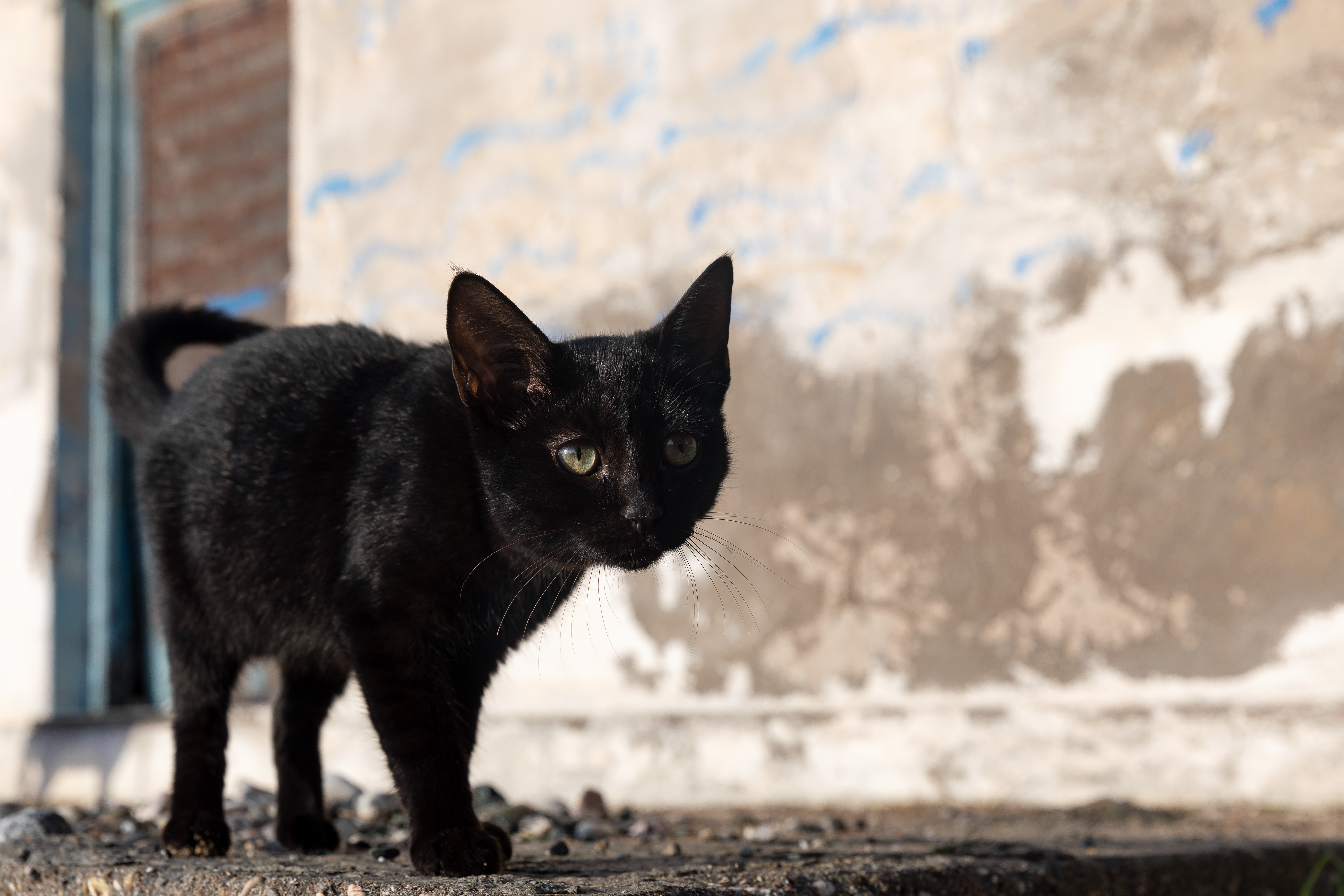
Černá kočka podle rozšířené pověry přináší smůlu

Pověra je iracionální, nepodložená víra v souvztažnost a vzájemnou působnost určitých jevů udržovaná a šířená tradicí. Zpravidla se vztahují k zajištění štěstí nebo naopak k ochraně před neštěstím a mohou se k nim vázat nejrůznější pověrečné praktiky. Víra v platnost pověr a účinnost s nimi spojených praktik bývá často malá či dokonce žádná a udržují se pouze z určité opatrnosti či setrvačnosti. Funkcí pověr je usnadnění rozhodování a snaha jednat podle osvědčených vzorů a tradic.
Pověry jsou často chápány jako relikty starších, především archaických, náboženských a magických představ, a často je tak hranice mezi nimi, náboženstvím a magií nejasná. Úkon či představa, jež je pro jednoho pověrou, může být pro druhého záležitostí náboženské či magické víry, pověrečné představy a praktiky však nevytváří ucelený světonázorový systém. Představy které mají pověrečný charakter vznikají i v moderní společnosti, příkladem mohou například kondiciogramy nebo náramky přátelství, ale především hoaxy, fake news a městské legendy, které však mohou mít spíše charakter pověstí.
Český výraz pověra je vytvořen ze slova víra přidáním předpony po-, tedy „pa-,pseudo-“, pověra je tedy chápána jako zcestná víra. Již ze středověku je také doložen výraz poboňek či paboněk ve významu „pověry, čáry, pomluvy, vymyšlené věci“, který je doložen již z doby husitské ve významu „pověrečný úkon, především léčitelský“. Jako pověrečné povídky či démonologické pověsti se označují vyprávění o zážitcích s nadpřirozenými jevy či bytostmi.

## Dělení
Etnolog Petr Bogatyrev dělil pověry blahonosné či pozitivní a škodlivé neboli negativní, což upomíná na Frazerovo dělení magie na kouzelnictví a tabu. Taktéž je rozdělil na podmíněné a nepodmíněné, podle tématu pak následovně:
- vztahující se k předmětům nosícím štěstí (podkova, čtyřlístek, maskot) či neštěstí (rozbité zrcadlo, rozsypaná sůl)
- k číslům (šťastná sedmička, nešťastná třináctka)
- k časům (pátek jako nešťastný den)
- barvám (modrá jako barva naděje)
- profesím (kominík nosí štěstí)
- znamení a předzvěsti (černá kočka přes cestu, houkání sýčka)

Své specifické pověry také mají různá povolání, například vojáci, herci nebo horníci.

## Dějiny pojmu
České slovo pověra odpovídá latinskému výrazu superstitio, který vychází ze slovesa superstare „stát na něčem, přežít“. Původně snad mělo toto latinské slovo pozitivní význam, ale už v 2. století př. n. l. ho autoři jako Ennius nebo Plautus ho chápali jako výraz pro prava religio, tedy náboženství špatné, pokřivené či zvrácené. V 1. století př. n. l. odkazovalo především na nadměrné projevy oddanosti vůči bohům neslučitelné s důstojností svobodného občana. Stálo tak v opozici k pozitivně chápané zbožnosti – pietas. Se superstitio byl spojován například přehnaný důraz na obřady a věštby, nebo podléhání vlivu nejrůznějších šarlatánů. Tato „pověrčivost“ byla přisuzována především ženám, barbarům s jejich „zrůdnými kulty“ a také Židům pro jejich víru v biblická proroctví. Někdy byly za pověrčivé ale považováni i členové společenských  a intelektuálních elit. Obdobným starořeckým výrazem bylo deisidaimonia, které mělo původně pozitivní význam, ale užívalo se především k vyjádření pohrdání vůči přespřílišnějšímu zaujetí náboženskými záležitostmi, poprvé a nejvýrazněji v Theofrastových Povahopisech z 3. století př. n. l. V těch je deisidaimonia spojována s obsedantním strachem z bohů, fanatickým přístupem ke kultu, vírou ve znamení a snahou předcházet neštěstí různými náboženskými a magickými praktikami, především očištěním. Plútarchos ve svém spise Moralia z 1. století shledal původ takové pověrčivosti v chybném poznání o bozích, což byl názor který sdílel se staršími latinskými autory jako byl Lucretius, Cicero a Seneca mladší na kořeny superstitio. Latinský termín později převzalo křesťanství a používalo jej jak pro „kult falešných bohů“ a „pohanství“ tak pro různé magické praktiky využívající křesťanská jména nebo svaté knihy.